# آشپارن آندر سایا
آشپارن آندر سایا (به آلمانی: Asparn an der Zaya) یک منطقهٔ مسکونی در اتریش است که در ناحیه میستلباخ واقع شده‌است. آشپارن آندر سایا ۱٬۸۱۴ نفر جمعیت دارد.